# 菌根
菌根（英語：mycorrhiza）是维管束植物的根与真菌组成的共生关系体，可协助植物吸收水分与养分；该关系一般是互利共生的，但偶尔是弱致病性的。菌根在土壤生物学和土壤化学中具有重要作用。
在菌根关系体中，真菌定殖于宿主植物根的方式，有的是内生菌根，如丛枝菌根真菌（AMF 或 AM），其菌丝体会侵入根部皮层细胞内部；有的是外生菌根，其菌丝体不穿透根部皮层细胞内部，只在细胞壁之间生长延伸；亦有外內生菌根，兼具两者的一些型态特征或生理特性。
菌根英语 mycorrhiza 之语源为希腊语：μυκός，mykós，"fungus"，和 ρίζα，riza，"root" 。

## 发现
人们至少在19世纪中期就已经知道了真菌能与植物根部形成连接，但是早期的发现者仅仅记录了这一现象，却并没有进一步研究这两种生物的关系。该共生现象最早在1879-1882年由弗朗齐歇克·卡缅斯基进行了描述，后来阿尔伯特·伯恩哈德·弗兰对其进行了进一步研究，并在1885年提出了菌根的概念。

## 菌根的产生
从距今约4亿年前的莱尼埃燧石层中出土的植物化石中就已经出现了菌根。
菌根广泛存在于已发现的92%的植物科中（80%的植物种），其中丛枝菌根是植物界里最主要以及最原始的共生形式。丛枝菌根的结构和有记录的第一块化石中的结构高度相似，它们都具有内生菌根结构。

## 菌根的种类

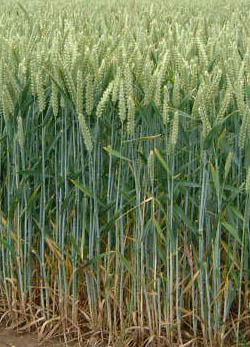
小麦是丛枝菌根的

菌根通常被分为外生菌根（ectomycorrhizas）和内生菌根（endomycorrhizas）两大类，这两类的区别在于，外生菌根的菌丝不会穿透植物根部细胞，而内生菌根的菌丝会穿透植物细胞的细胞壁，并陷入其细胞膜。内生菌根包括丛枝（arbuscular）、杜鹃花类（ericoid）、和兰科（orchid）菌根。浆果鹃类菌根（arbutoid mycorrhizas）可以被分为内外生菌根（ectoendomycorrhizas）。水晶兰类菌根（Monotropoid mycorrhizas）自成一类。

### 內生菌根(Endomycorrhiza)
由于内生菌根种类各异，人们将其细分为了丛枝菌根、杜鹃花类菌根、浆果鹃类菌根、水晶兰类菌根和兰科菌根丛枝菌根（arbuscular mycorrhiza, AM；旧称 囊丛枝菌根 vesicular-arbuscular mycorrhizas, VAM）的菌丝进入了植物细胞内部，产生气球状（囊泡）或二叉分支状（丛枝）结构。菌丝不会穿透植物的原生质体，但会陷入植物细胞膜中。丛枝结构能够极大增加菌丝和胞质的接触面积，这样有利于二者营养传输。
只有球囊菌门的真菌才能产生丛枝菌根。有化石证据與DNA定序結果表明，该共生结构至少在4-4.6亿年前的泥盆纪、当世界上最早的陆地植物出现时就已同时出现。丛枝菌根在约85%的植物科中都有发现，其中包括许多作物。丛枝菌根菌丝能够产生糖蛋白球囊霉素，球囊霉素是土壤中碳储存的主要形式之一。丛枝菌根真菌（可能）几百万年来都是无性生殖，但每个真菌都可能会同时具有几个不同来源的细胞核，此现象称为异核现象。

### 外生菌根(Ectomycorrhizas, EcM）

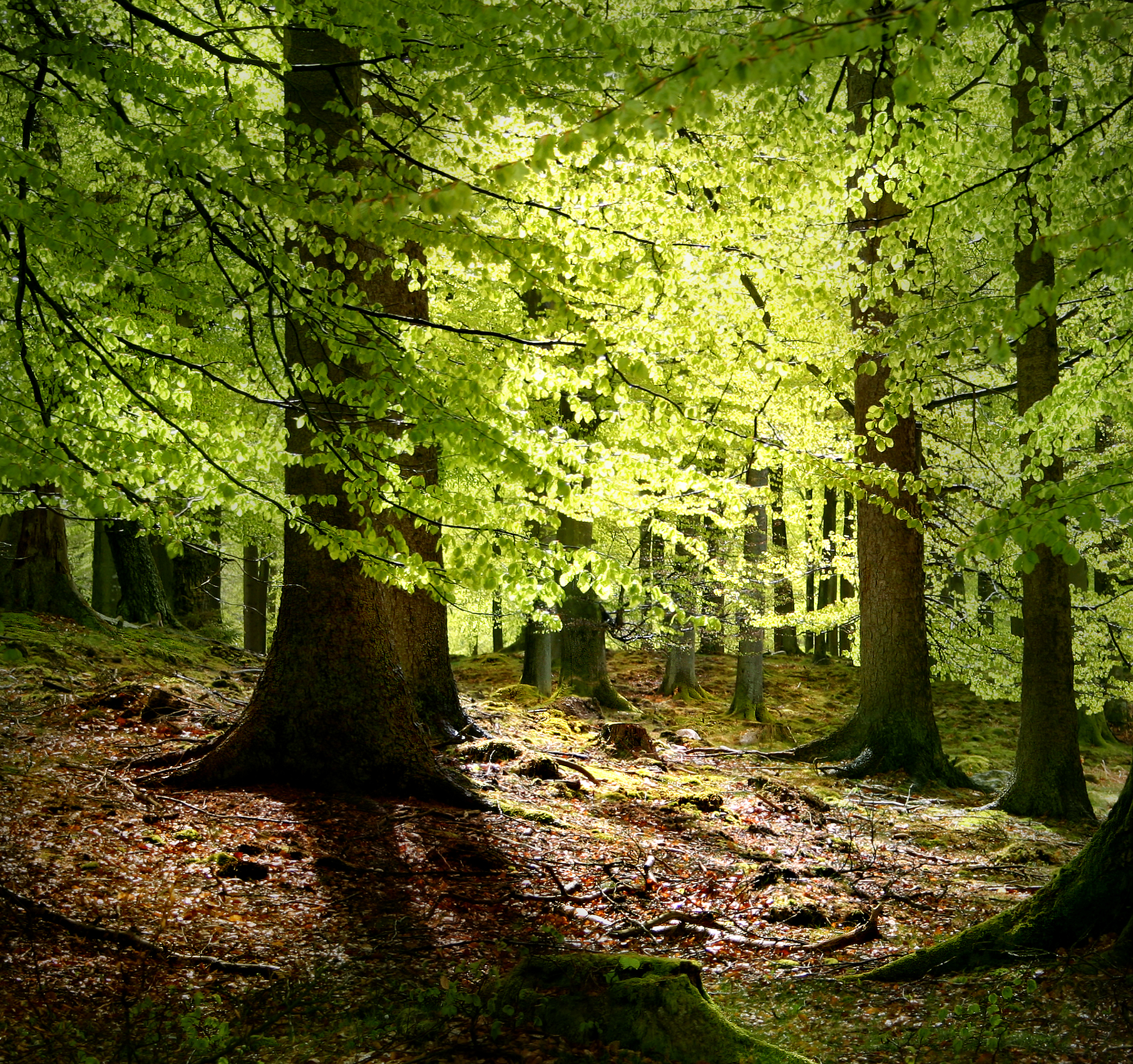
山毛榉是外生菌根的

外生菌根（Ectomycorrhizas，或簡稱EcM）通常形成于约10%的植物科中，形成外生菌根的植物一般都是木本植物，如桦木科的桦树、龙脑香科的龙脑香树、桃金娘科的桉树、山毛榉科的橡树、松科的松树以及 蔷薇科的玫瑰。families, orchids,形成外生菌根的真菌属于担子菌门、子囊菌门和接合菌门。有些外生菌根真菌，如许多疣柄牛肝菌属（Leccinum）和乳牛肝菌属（Suillus）的真菌，只能与某一特定植物属的植物形成共生体，而如鹅膏菌属（Amanita）等真菌则能与许多不同种类的植物形成菌根。一棵树可能同时会和至少15种外生菌根真菌形成菌根。外生菌根真菌有数千个物种，它们能在超过200个植物属中形成菌根。有保守估计认为，世界上的外生菌根真菌物种可能有大约7750种，但考虑到可能的未知的真菌门类，最终的物种估计数值可能会在20000到25000之间。
外生菌根会形成包裹根尖的菌鞘（fungal mantle，又稱菌氈），以及包裹植物根部皮层内部细胞的哈氏网。在某些情况下菌丝也会穿透植物细胞，这种情况下的菌根叫做内外生菌根（ectendomycorrhiza）。在根外，外生菌根表生菌丝会在土壤和植物碎屑之间形成巨大的网络。
营养物质可以通过真菌网络在不同的植物间进行传递。纸皮桦和花旗松之间的碳传递能够促进生态系统的演替。外生菌根真菌双色蜡蘑Laccaria bicolor能够引诱并杀死弹尾虫以获取氮元素，其中部分氮可能会再被转送给菌根植物。Klironomos和Hart研究发现，接种了双色蜡蘑的北美乔松所获取的氮有高达25%是从弹尾虫处获取的。
双色蜡蘑的基因组序列是人们所发表的第一个有代表性的共生真菌基因组序列。该菌基因组中有多个多基因族序列的出现，这暗示双色蜡蘑可能是通过基因复制来适应共生关系的。在外生菌根根尖处，编码起共生调节作用的分泌蛋白的谱系特征性基因的表达均出现了上调，这暗示该基因可能会在共生体的交流上扮演重要角色。双色蜡蘑缺少降解植物细胞壁成分（如纤维素、半纤维素、果胶和果胶酸盐）的基因，这避免了真菌在定殖根部时会降解宿主细胞。相反的是，双色蜡蘑扩大了编码水解细菌和微生物群多糖与蛋白的多基因族。这一基因组分析揭示了菌根真菌腐生营养和活体营养的双营养生活方式，该生活方式能够保证真菌在土壤和植物根内都能生存。

### 杜鹃花类菌根(Ericoid mycorrhiza)

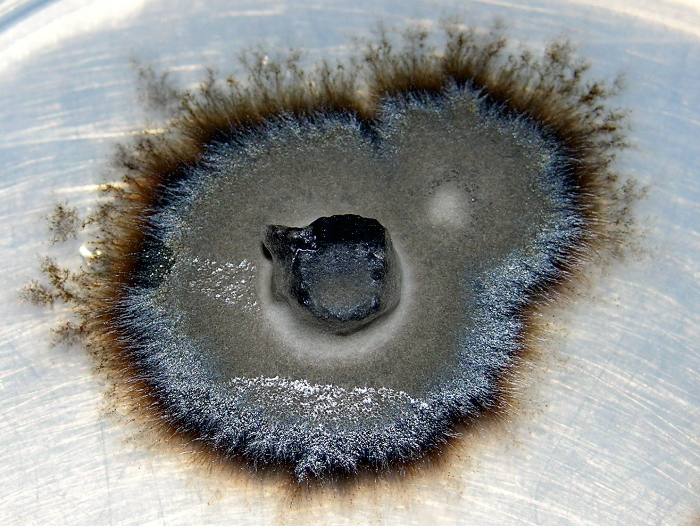
从Woollsia pungens上分离下来的杜鹃花类菌根真菌

杜鹃花类菌根是第三类在生态上具有较重要意义的菌根，它们的生活史有一个简单的胞内生存的阶段，其间该类真菌会在细胞最外层包裹致密的菌丝。杜鹃花类菌根真菌没有periradical阶段，而它们的胞外阶段(extraradical phase)所产生的菌丝十分稀疏，不会十分深入根系周围的土壤。此外该类真菌可能会形成子实体（通常为小杯状），但是目前人们对它们的繁殖机理还少有研究。
杜鹃花类菌根还具有腐生营养的能力，这可以使与它们共生的植物能够获取到来自非已分解物质的营养。

### 浆果鹃类菌根(Arbutoid mycorrhiza)
该种菌根存在于杜鹃花科的草莓树亚科,但它和杜鹃花科菌根并不相似，反而和外生菌根在功能和参与形成菌根的真菌种类上都十分相像。它和外生菌根的区别在于，浆果鹃类菌根的部分菌丝会穿透植物根部细胞，成为内外生菌根。

### 水晶兰类菌根(Monotropoid mycorrhiza)
该种菌根出现于杜鹃花目的水晶兰科，以及兰科的几个属内。这些植物是异养或混合营养的，它们从真菌处获取碳。因此该菌根关系并不是互利共生的。

### 兰科菌根
所有的兰科植物在生活史的某些阶段都会成为行菌異營，并与真菌形成兰科菌根。这些真菌的菌丝会穿透植物根部细胞，形成稱為菌絲團（pelotons）的典型卷曲状结构。

## 共生生物的动态响应
菌根真菌能与大多数植物的根形成共生关系。在该共生关系下，植物本身以及被真菌定殖的根部，都属于菌根的一部分。虽然目前还少有研究关于植物和真菌的菌根关系的具体种类，但目前已研究的植物中，有95%的科都受益于或依赖菌根。兰科植物若缺少合适的菌根真菌与之共生就会死亡，甚至无法萌发。
最近有关于北方针叶林外生菌根类植物的研究发现，菌根真菌和植物的关系可能远不只互利共生那么简单。该研究发现菌根真菌会在氮匮乏的情况下从植物根系中获取并囤积氮。研究人员认为，有些菌根会根据周围植物及菌根环境的变化来对营养分配做出调节，该新的模型可能会解释为什么菌根不会缓解植物的氮匮乏状况，以及为什么在缺氮的情况下，原本具有菌根和非菌根根系的植物会突然都变成含菌根的根系。

### 糖分-水/矿物交换
菌根的互利共生关系能够帮助菌根真菌更直接地获取碳水化合物，如葡萄糖和蔗糖。碳水化合物会从植物叶片转移到根部，进而再转移给植物的合作者真菌。同时，植物会得益于真菌菌丝体对水和矿物质的更高吸收容量，这是因为真菌菌丝表面积更大，菌丝更细更长，能够获取植物养分耗竭区(nutrient depletion zone)以外的矿质元素提供给植物，提高植物的矿物吸收容量。
没有菌根的植物可能会无法吸收不容易转移的营养元素，常见例子有常量营养素磷酸根和微量营养素铁。在粘土质或极端pH的土壤中，营养元素一般较难转移，但是菌根真菌的菌丝体能够贮存大量该类营养素，并提供给植物。因此，尽管不以土壤为磷源，很多植物还是能够获取磷元素。元素固定还有一种方式：它们可能会被封闭在较难分解的有机质（如木头）中。有些菌根真菌能够直接分解这些有机物，释放被封闭的营养元素，并将它们转运给植物。比如在一些贫瘠的森林中，菌根能够直接分解落叶碎屑获取磷及其他营养元素，从而避免了从土壤中获取。一种能够代替刀耕火种的雨林耕作模式Inga alley cropping，就是借助Inga树根系的菌根来防止磷元素被雨水冲走的。
在一些更复杂的关系中，菌根真菌并不是只积累不易运输的营养元素，它们还能通过菌根网络将单个植株连接起来形成地下菌丝网络，在植物之间直接运输水、碳以及其他营养物质。
一种叫做Suillus tomentosus的担子菌门真菌，能以美国黑松(Pinus contorta var. latifolia)为宿主，形成一种带有小瘤的外生菌根。这种结构可以作为固氮细菌的宿主，从固氮菌处获取大量氮，从而使得美国黑松能够在贫瘠的土地上生存。

### 机制

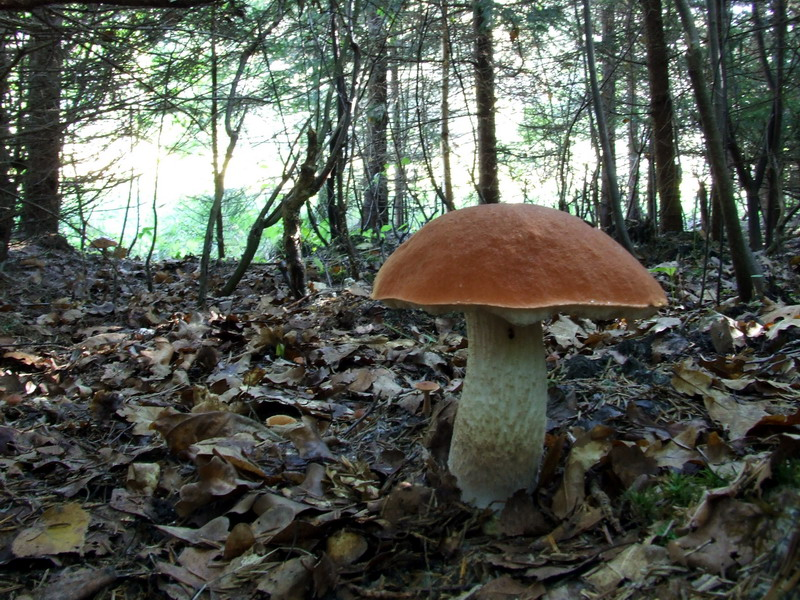
Leccinum aurantiacum一种外生菌根真菌

菌根的吸收机制有物理性的也有化学性的。从物理角度而言，大部分菌根菌丝都比植物最细的根要细，表面积更大，因此它们能够深入植物根与根毛无法进入的地方，吸收大量营养物质。从化学角度而言，真菌细胞膜功能与成分与植物的不同。比如，真菌可能会分泌有机酸来溶解离子，分泌螯合剂来螯合离子，亦或者是通过离子交换将离子从土壤矿物上分离下来。在营养贫瘠的土壤中，菌根对植物尤其有帮助。

### 抗病、抗旱、耐盐性与菌根的相关性
菌根植物通常更抗病（如由土壤病原体引起的疾病）。AMF与诸如土壤真菌、细菌等在内的土壤生物变量都有显著相关性。此外，AMF还与土壤水含量有相关性，但与土壤团聚体稳定性没有相关性。AMF对土壤干旱也有抗性。
丛枝菌根真菌能够减轻土壤盐胁迫，有助于植物生长和繁殖。尽管盐胁迫对丛枝菌根真菌有消极影响，仍然有很多研究发现菌根植物在盐胁迫环境下的生长会有所改善。

### 抗虫性
最近研究表明，植物能够通过菌根形成的地下网络来传递预警信号。被蚜虫攻击后，该植物会传递信号给其他植物，分泌挥发性有机物(VOCs)来吸引害虫的天敌，该VOC还能保护其他植物免受害虫侵扰。此外，当食草动物取食植物时，该机理还会防止植物碳的重分布，以免影响真菌生长。

### 贫瘠土中的定殖
在贫瘠土和培养基中生长的植物往往长势较差，因为在这些环境下，它们没有菌根辅助吸收矿物和水。缺乏菌根真菌还会减缓演替早期或退化地区植物的生长
。向贫瘠土中引入外来菌根植物会使本地植物的生长处于不利地位。

### 抗毒性
在含大量重金属的土壤中，真菌能够起到保护植物的作用。在多个重金属污染地区，接种了Pisolithus tinctorius的松树都生长良好，并表现出了对污染物的高耐受性。有研究发现褐環乳牛肝菌对锌有不同的耐受性。另一研究发现，抗锌真菌Suillus bovinus能使樟子松也具有抗性。